# Etil

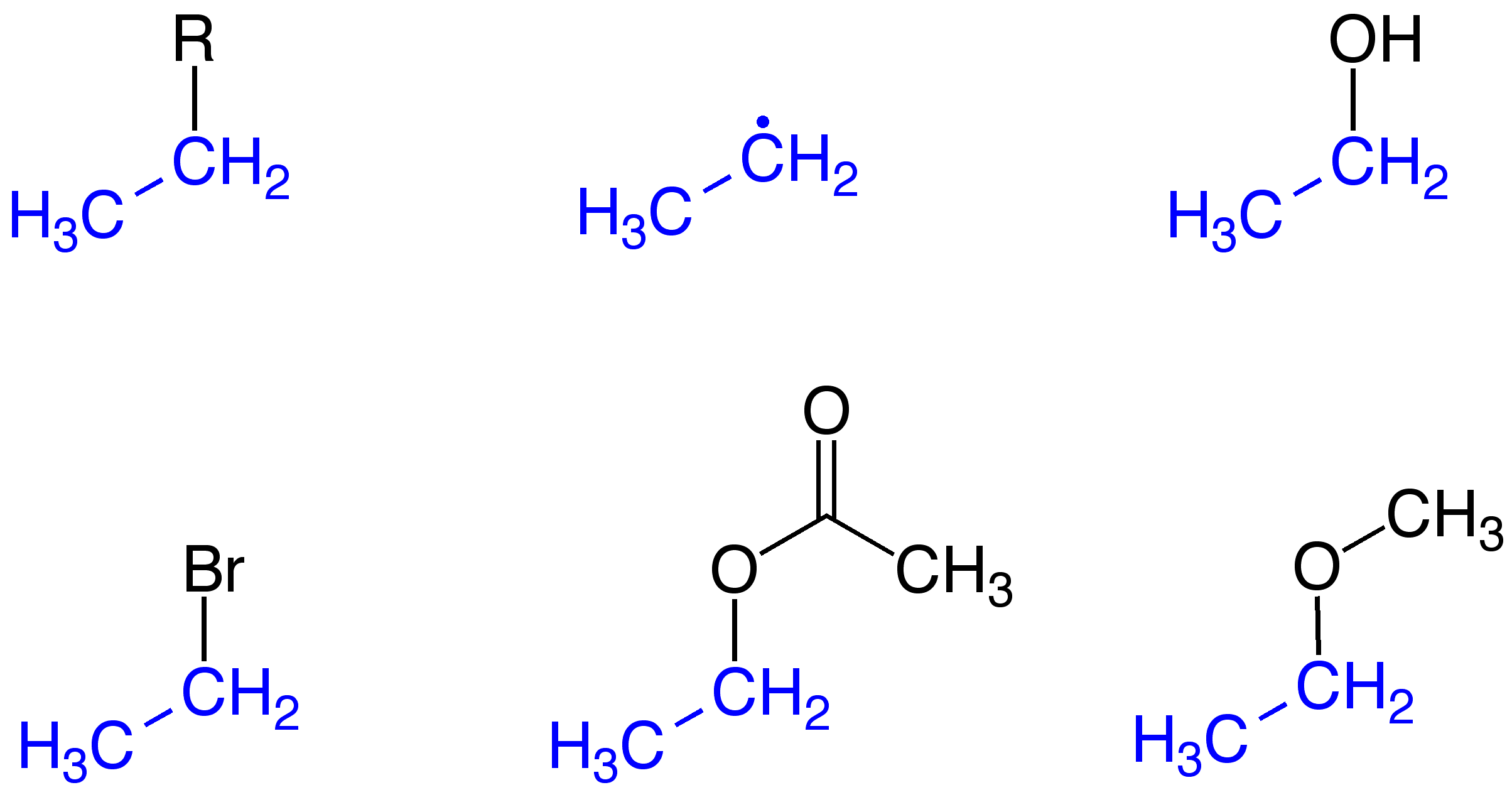
Grupa etil (cu albastru) ca parte a mai multor molecule: etanol, bromoetan, acetat de etil și etil-metileter; de asemenea, este reprezentat și un radical etil.

În chimie, un rest etil este un substituent de tip alchil derivat de la etan (C2H6). Formula chimică generală pentru acest rest este –CH2CH3 și adesea este abreviată Et. 